# Karola Kraus
Karola Kraus (* 23. Januar 1961 als Karola Grässlin in St. Georgen im Schwarzwald) ist eine deutsche Kunsthistorikerin.

## Leben und Wirken
Karola Kraus wurde 1961 als Tochter von Anna und Dieter Grässlin, die in den 1970er Jahren eine bedeutende Sammlung des deutschen Informel, die Sammlung Grässlin, aufbauten, geboren. Seit den 1980er Jahren konzentriert sich die Sammlung der Familie Grässlin auf künstlerische Positionen der 1980er, 1990er und 2000er Jahre. Durch die Sammlertätigkeit ihrer Eltern begegnete sie schon als Kind zahlreichen Künstlern. Ihre Begegnung mit Martin Kippenberger Anfang der 1980er Jahre beeinflusste maßgeblich die Entscheidung, sich mit zeitgenössischer Kunst zu beschäftigen. 1982 begann sie ihr Studium der Kunstgeschichte, der Neueren deutschen Literatur und der klassischen Archäologie in Stuttgart, ein Jahr später wechselte sie nach München. Sie schloss ihr Studium mit der Magisterarbeit „Wols. Das Frühwerk im Vergleich zum Surrealismus“ bei Uwe M. Schneede ab.
1990 wurde Kraus Projektassistentin bei der Ausstellung „Metropolis“ in Berlin, für die sie 25 internationalen Künstlerinnen und Künstlern assistierte. Von 1991 bis 1994 leitete sie den nichtkommerziellen Ausstellungsraum „K-raum Daxer“, der sich zum Ziel gesetzt hatte, internationale Künstler der 1980er und 1990er Jahre zu zeigen. Danach wurde sie die persönliche Beraterin und Verwalterin der Sammlung Johannes und Louise Daxer. Ab 1995 erarbeitete Kraus die Logistik der halbjährlich stattfindenden Ankaufssitzungen der Deutschen Bank. Von 1996 bis 1998 war sie die persönliche Mitarbeiterin von Katharina Sieverding, für die sie zahlreiche internationale Ausstellungen, unter anderem ihren Beitrag im Deutschen Pavillon der XLVII. Biennale in Venedig (1997), ihre Retrospektive in der Kunstsammlung Nordrhein-Westfalen (1997/98) und im Stedelijk Museum in Amsterdam (1998) organisierte. 1998 war Kraus an der Gründung der INIT-Kunsthalle beteiligt, einem Mitgliederverein, der in Berlin, Moskau und Athen Ausstellungen initiierte.
Von 1999 bis 2006 war Kraus Direktorin des Kunstvereins Braunschweig, in dem sie nach einer grundlegenden Sanierung internationale künstlerische Positionen der 1960er bis 2000er Jahre präsentierte. Ihr gelang es, den Kunstverein in den Rang international bedeutender Institutionen zu bringen. In Zusammenarbeit mit der Stadt Braunschweig kuratierte sie den „Braunschweig Parcours 2004“, für den 12 internationale Künstlerinnen und Künstler im öffentlichen Raum der Stadt Braunschweig Installationen realisierten.
2006 übernahm Kraus die Leitung der Staatlichen Kunsthalle Baden-Baden. Dort setzte sie die konzeptuelle und minimalistische Tradition des Hauses mit Ausstellungen wie „Who’s Afraid of Red, Yellow and Blue – Positionen der Farbfeldmalerei“ (2007) und „Von der Fläche zum Raum – Kasimir Malewitsch und die frühe Moderne“ (2009) fort und präsentierte gleichzeitig zeitgenössische konzeptuell und minimalistisch arbeitende Künstler wie Stephen Prina (2007), Nairy Baghramian (2008), Christopher Williams (2010) oder Daniel Buren (2010).
Die Kooperation mit dem benachbarten Museum Frieder Burda zeigte sich in einer Retrospektive von Georg Baselitz, bei der im Museum Frieder Burda seine Malerei und in der Staatlichen Kunsthalle Baden-Baden seine Skulpturen gezeigt wurden.
Kraus kuratierte Ausstellungen in Miami Beach und in New York. Sie erhielt Lehraufträge von der Albert-Ludwigs-Universität Freiburg und Staatlichen Akademie der Bildenden Künste in Karlsruhe und nahm an zahlreichen staatlichen und privaten Jurysitzungen teil. Im Oktober 2010 übernahm sie die Direktion des mumok – Museum moderner Kunst Stiftung Ludwig Wien. Im Oktober 2020 wurde sie in ihrer Funktion als Generaldirektorin und wissenschaftliche Geschäftsführung zum zweiten Mal für eine weitere Funktionsperiode bestätigt. 
Sie ist Vizepräsidentin der Roswitha Haftmann Stiftung, die der Auszeichnung hervorragender Leistungen auf dem Gebiet der bildenden Kunst dient und den höchstdotierten Kunstpreis Europas vergibt. 2022 kuratierte sie unter dem Titel „Invitation of the Soft Machine and Her Angry Body Parts“ den österreichischen Beitrag auf der 59. Biennale in Venedig von Jakob Lena Knebl und Ashley Hans Scheirl.

## Ausgewählte Ausstellungen

### Ausstellungen im Kunstverein Braunschweig
- Mike Kelley – Two Projects: Sublevel: Dim Recollection Illuminated by Multicolored Swamp Gas. Deodorized Central Mass with Satellites (4. September – 31. Oktober 1999).
- Cosima von Bonin. The Cousins (5. Februar – 26. März 2000).
- Bas Jan Ader. Filme, Fotografien, Projektionen, Videos und Zeichnungen aus den Jahren 1967–1975 (8. April – 4. Juni 2000).
- Poul Gernes. Arbeiten aus den Jahren 1960 bis 1996 (23. März – 26. Mai 2002).
- Martin Kippenberger. Multiples (1. März – 4. Mai 2003).
- Stefan Müller und Sergej Jensen: Hofheim, New York, Braunschweig (2003).
- Yayoi Kusama. Werke aus den Jahren 1949 bis 2003 (29. November 2003 – 8. Februar 2004).
- Catherine Sullivan. Ice floes of Franz Joseph Land. House of Alex / house of Peter (and some of those crappy details) (4. September – 7. November 2004).
- Chéri Samba. Les débuts de Chéri Samba (5. März – 1. Mai 2005).
- Kunst aus Los Angeles der 60er bis 90er Jahre (2. Februar 2006 – 18. Februar 2007).

### Ausstellungen in der Staatlichen Kunsthalle Baden-Baden
- Who’s Afraid of Red, Yellow and Blue? Positionen der Farbfeldmalerei (21. Juli – 30. September 2007)
- André Cadere. Peinture sans fin (27. Oktober 2007 – 20. Januar 2008)
- Nairy Baghramian. The Walker’s Day Off (10. Mai – 6. Juli 2008)
- Stephen Prina. The Second Sentence of Everything I Read Is You (20. Juli – 5. Oktober 2008)
- Von der Fläche zum Raum. Malewitsch und die frühe Moderne. Große Landesausstellung zum 100-jährigen Jubiläum der Staatlichen Kunsthalle Baden-Baden (25. Oktober 2008 – 25. Januar 2009)
- 7 × 14 (14. Februar – 12. Juli 2009)
- Entre deux actes. Loge de comédienne (25. Juli 2009 – 11. Oktober 2009)
- Georg Baselitz. 50 Jahre Malerei. 30 Jahre Skulptur (24. Oktober 2009 – 21. Februar 2010) in Kooperation mit dem Museum Frieder Burda
- Stefan Müller. Hang zur Neigung (13. März – 25. April 2010)
- Christopher Williams. For Example: Dix-Huit Leçons Sur La Société Industrielle (Revision 11) (12. Juni – 29. August 2010)
- „Jeder Künstler ist ein Mensch!“ – Positionen des Selbstporträts (11. September – 21. November 2010)
- Daniel Buren (11. Dezember 2010 – 27. Februar 2011)

### Ausstellungen im mumok – Museum moderner Kunst Stiftung Ludwig Wien
- Heimo Zobernig (19. Juli – 17. Oktober 2021)
- Klassentreffen. Werke aus der Sammlung Gaby und Wilhelm Schürmann (23. Juni – 11. November 2018)
- Optik Schröder II. Werke aus der Sammlung Schröder (3. Februar – 27. Mai 2018)
- Cosima von Bonin. HIPPIES USE SIDE DOOR. DAS JAHR 2014 HAT EIN RAD AB (4. Oktober 2014 – 18. Januar 2015)
- Museum der Wünsche (10. September 2011 – 8. Januar 2012)